# Paragylloides
Paragylloides is een geslacht van wantsen uit de familie van de Reduviidae (Roofwantsen). Het geslacht werd voor het eerst wetenschappelijk beschreven door Putshkov in 1985.

## Soorten
Het genus bevat de volgende soort:

- Paragylloides calida (Miller, 1959)